# Luis Octavio Reyes Ugarte
Luis Octavio Reyes Ugarte (1902-1993) fue un abogado y político chileno, miembro del Partido Agrario Laborista (PAL). Se desempeñó como subsecretario del Interior (1930), ministro del Interior interino (1931), subsecretario del Interior nuevamente (1954-1958) y ministro de Justicia (1957-1958), durante los gobiernos del general Carlos Ibáñez del Campo.

## Familia
Fue uno de los seis hijos del matrimonio formado por el exdiputado Luis Octavio Reyes del Río y de María del Socorro Ugarte Tagle. Se casó con Elvira Silva Bernales, y tuvieron nueve hijos.